# Ottis Schlachthof
Ottis Schlachthof war eine Kabarett-Reihe des Bayerischen Rundfunks. Moderator der Sendung und Namensgeber war Ottfried Fischer. Die Sendung wurde von 1995 bis 2012 im Bayerischen Fernsehen ausgestrahlt.

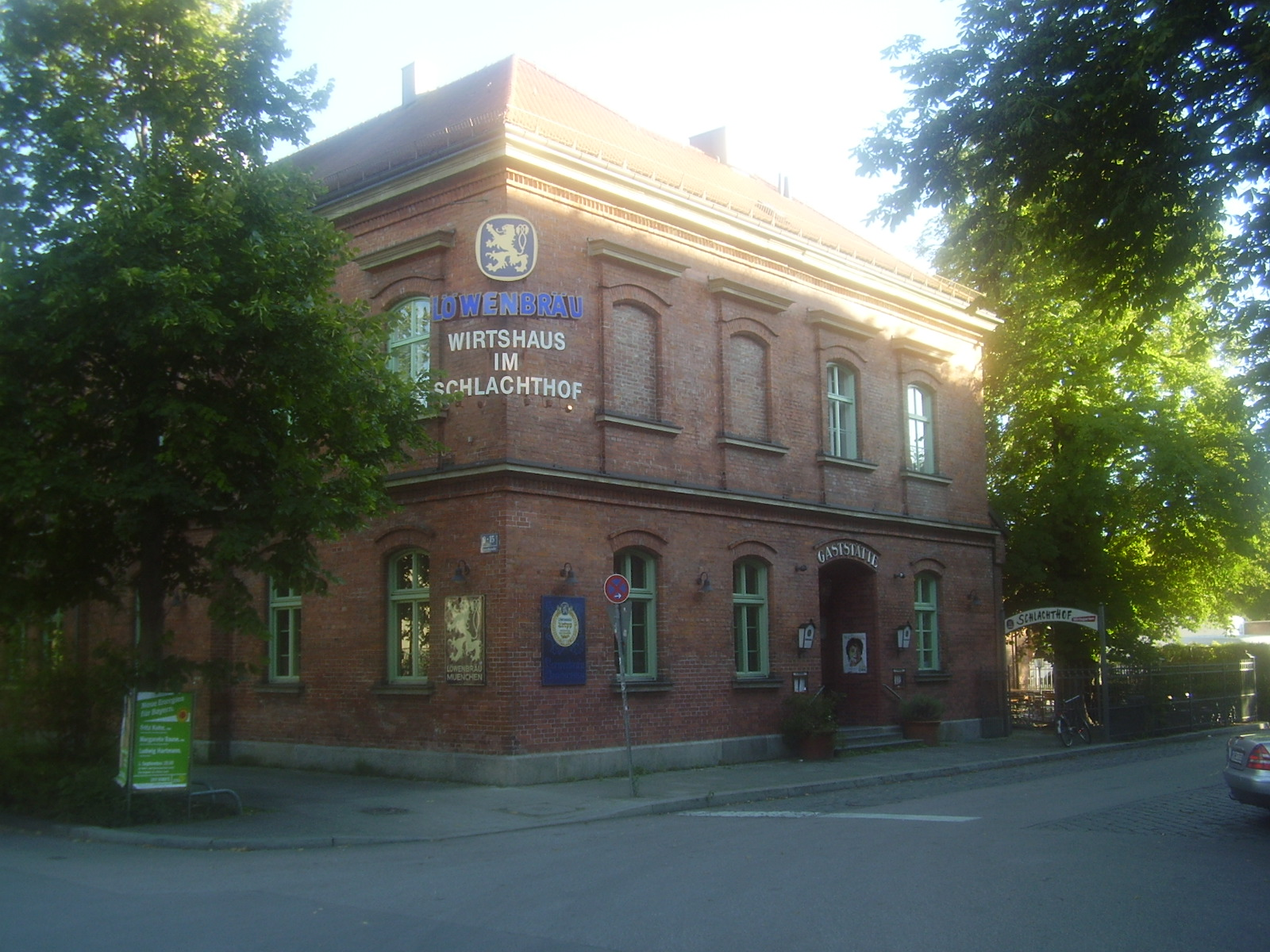
Wirtshaus im Schlachthof, München

Gastgeber Fischer lud sowohl etablierte Kabarett-Kollegen als auch Nachwuchskünstler und neu entdeckte Talente ein. Die Gäste boten kurze Auftritte auf der Bühne, bevor sie am Stammtisch über aktuelle, zuvor festgelegte Themen diskutierten. Oft gaben Musiker aus der Kleinkunstszene Einlagen.
Zehnmal im Jahr, jeweils (in der Regel) am letzten Freitag im Monat, begrüßte Ottfried Fischer seine „Stammtischbrüder und -schwestern“. Die Sendungen wurden am Abend aufgezeichnet und um 22:30 Uhr im Bayerischen Fernsehen ausgestrahlt. Seit 1995 wurden über 170 Sendungen mit je 60 Minuten Länge produziert. Von Mai 2012 bis zur letzten Sendung am 23. November 2012 war der Kabarettist Michael Altinger als fester Stammgast und Gesprächspartner in jeder Sendung dabei.
Die Sendungen wurden im Wirtshaus im Schlachthof in München aufgezeichnet. Hier war 1986 auch die Fernsehserie Zur Freiheit von Franz Xaver Bogner gedreht worden; inzwischen ist die Gaststätte ein beliebter Kulturtreffpunkt.
Unter anderen waren auch Helge Schneider, Harald Schmidt, Christoph Sieber und Hagen Rether Gäste in Fischers Sendung.
Ende Juli 2012 kündigte Ottfried Fischer die Einstellung der Sendung zum Ende des Jahres 2012 aufgrund seiner fortschreitenden Parkinsonerkrankung an. Die letzte Sendung wurde am 23. November 2012 ausgestrahlt. Seit März 2013 wird vom Bayerischen Rundfunk eine Nachfolgesendung mit dem Namen schlachthof produziert.
Vom 15. November 2014 bis März 2017 moderierte Fischer Ottis Aquarium, eine neue, 30-minütige Kabarettsendung im Pay-TV-Sender Heimatkanal, die ebenfalls im Wirtshaus im Schlachthof aufgezeichnet wurde.